# Laboratoire Sciences et Méthodes Séparatives
Le Laboratoire Sciences et Méthodes Séparatives (SMS) est un laboratoire de recherche de l’Université de Rouen-Normandie situé à Mont-Saint-Aignan.